# Odontomachus
Odontomachus es un género de hormigas carnívoras que se encuentran en los trópicos y subtrópicos del mundo.

## Descripción
Comúnmente conocidas como las "hormigas de mandíbulas trampa", las especies en Odontomachus tienen un par de grandes mandíbulas rectas que pueden abrirse hasta 180°. Pueden cerrarse de golpe sobre una presa u otro objeto cuando estos tocan los pelos sensoriales en el interior de las mandíbulas. Las mandíbulas son potentes y rápidas, dando a la hormiga su nombre común. Las mandíbulas bien matan o mutilan a la presa, permitiendo que la hormiga pueda llevarla de vuelta al nido. Odontomachus simplemente puede bloquear y encajar sus mandíbulas de nuevo si una mordedura no es suficiente, o para cortar partes de los alimentos más grandes. Las mandíbulas también permiten movimientos lentos y sirven muy bien para otras tareas como la construcción del nido y el cuidado de las larvas.

## Récord de velocidad
Las hormigas con mandíbulas-trampa de este género tienen el segundo movimiento más rápido del reino animal. Un estudio de Odontomachus bauri registró velocidades pico de entre 126-230 kilómetros por hora, con el cierre de las mandíbulas en sólo 130 microsegundos en promedio. El pico de fuerza ejercido fue del orden de 300 veces el peso corporal de la hormiga. Las hormigas también usan sus mandíbulas como una catapulta para expulsar a intrusos o para arrojarse hacia atrás cuando tratan de escapar rápidamente de una amenaza.

## Mimetismo
Las arañas saltadoras del género Enoplomischus parecen imitar este género de hormigas.

## Distribución
Las especies de Odontomachus se encuentran en Centroamérica hasta Sudamérica, Asia tropical, Australia y África.

## Especies
Esta lista está tomada de (Bolton 1995).
- Odontomachus aciculatus F. Smith, 1863
- Odontomachus affinis Guerin-Meneville, 1844
- Odontomachus allolabis Kempf, 1974
- Odontomachus angulatus Mayr, 1866
- Odontomachus animosus F. Smith, 1860
- Odontomachus assiniensis Emery, 1892
- Odontomachus banksi Forel, 1910
- Odontomachus bauri Emery, 1892
- Odontomachus biolleyi Forel, 1908
- Odontomachus biumbonatus Brown, 1976
- Odontomachus bradleyi Brown, 1976
- Odontomachus brunneus (Patton, 1894)
- Odontomachus caelatus Brown, 1976
- Odontomachus cephalotes F. Smith, 1863 (Indonesia, Australia, etc)
- Odontomachus chelifer (Latreille, 1802)
- Odontomachus circulus M. Wang, 1993
- Odontomachus clarus Roger, 1861
- Odontomachus coquereli Roger, 1861
- Odontomachus cornutus Stitz, 1933
- Odontomachus davidsoni Hoenle et al., 2020
- Odontomachus erythrocephalus Emery, 1890
- Odontomachus floresensis Brown, 1976 (Indonesia: Flores)
- Odontomachus fulgidus M. Wang, 1993
- Odontomachus granatus M. Wang, 1993
- Odontomachus haematodus (Linnaeus, 1758) (South America)
- Odontomachus hastatus (Fabricius, 1804)
- Odontomachus imperator Emery, 1887
- Odontomachus infandus F. Smith, 1858
- Odontomachus insularis Guerin-Meneville, 1844
- Odontomachus laticeps Roger, 1861
- Odontomachus latidens Mayr, 1867
- Odontomachus latissimus Viehmeyer, 1914
- Odontomachus litoralis Wang et al., 2020
- Odontomachus macrorhynchus (Bernstein, 1861)
- Odontomachus malignus F. Smith , 1859
- Odontomachus mayi Mann, 1912
- Odontomachus meinerti Forel, 1905
- Odontomachus montanus Stitz, 1925
- Odontomachus monticola Emery, 1892
- Odontomachus mormo Brown, 1976
- Odontomachus nigriceps F. Smith, 1860
- Odontomachus opaciventris Forel, 1899
- Odontomachus opaculus Viehmeyer, 1912
- Odontomachus paleomyagra Wappler et al., 2014
- Odontomachus panamensis Forel, 1899
- Odontomachus papuanus Emery, 1887
- Odontomachus peruanus Stitz, 1933
- Odontomachus pseudobauri De Andrade, 1994
- Odontomachus relictus Deyrup & Cover, 2004
- Odontomachus rixosus F. Smith, 1857
- Odontomachus ruficeps F. Smith, 1858 (Australia)
- Odontomachus rufithorax Emery, 1911
- Odontomachus ruginodis M.R. Smith, 1937
- Odontomachus saevissimus F. Smith, 1858
- Odontomachus scalptus Brown, 1978
- Odontomachus silvestrii W.M. Wheeler, 1927
- Odontomachus simillimus F. Smith, 1858 (Australia, Fiyi, etc)
- Odontomachus spinifer De Andrade, 1994
- Odontomachus spissus Kempf, 1962
- Odontomachus sumbensis Brown, 1976
- Odontomachus tensus M. Wang, 1993
- Odontomachus testaceus Emery, 1897
- Odontomachus troglodytes Santschi, 1914 (África, Madagascar, Inner Seychelles)
- Odontomachus turneri Forel, 1900 (Australia)
- Odontomachus tyrannicus F. Smith, 1859
- Odontomachus unispinosus (Fabricius, 1793)
- Odontomachus xizangensis M. Wang, 1993
- Odontomachus yucatecus Brown, 1976

## Galería

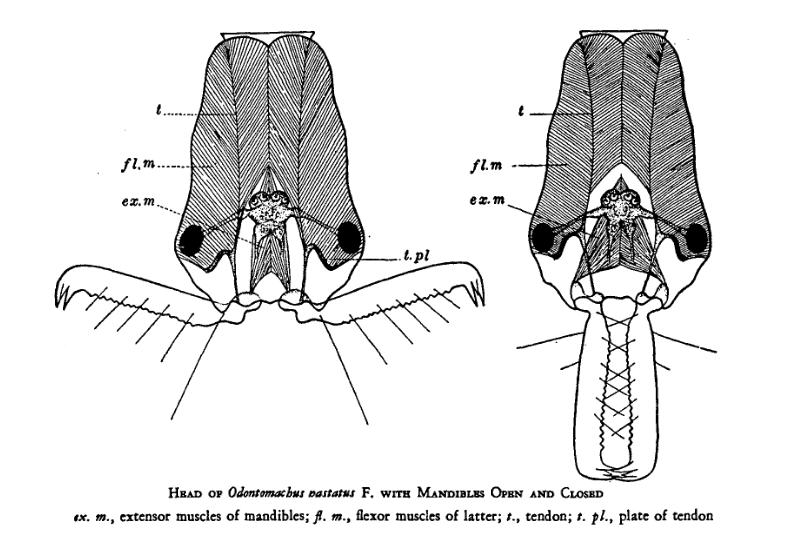
Cabeza de O. hastatus. Observar el ángulo de 180° de abertura y los pelos sensoriales
Trabajadora de O. haematodus
Larva de O. haematodus